# Филипповское согласие
Филипповское согласие (старопоморцы-филипповцы) — беспоповское согласие в старообрядчестве, возникло в 1737 году в результате выхода из Выговской общины поморцев сторонников старца Филиппа (в миру — Фотий Васильев 1674—1742), который и стал основателем согласия. 

## История общины
Вскоре около старца Филиппа собралось много единомышленников. Выговцы, узнав о вновь образовавшемся толке, стали звать Филиппа обратно к себе, но он не соглашался; тогда они пошли на него «с войском»; не желая сдаться живыми, Филипп и семьдесят его последователей сожгли себя на глазах пришедших. Это было 14 октября 1742 года и с тех пор самоубийство, в разных видах, стало считаться у филипповцев средством соблюсти цело веру. 
Сами филипповцы называют себя «християне старопоморского и соловецкого потомства», иногда просто «поморцами». Это радикальное течение беспоповства, не приемлющее брака и отказывавшееся молиться за царя.
В настоящее время имеется не более 20 общин, в основном в Кировской и Кемеровской областях. Имеют некоторые внутренние разделения (безбрачные, брачные и другие).
В XVIII веке от филипповцев отделились Аароново согласие, Пастухово согласие, бегуны и ряд других.

## Известные общины
Довольно крупная община филипповцев —  60 семей (175 душ мужского пола, а в общей сложности более 300 человек) — проживала в курляндском городе Якобштадте и в 1818 году выехала оттуда в белорусские Ошмяны Виленской губернии. Общиной руководили Агафон Колосов, Филипп Хохлов и Матвей Девятников.  
Около Иоганнисбурга, недалеко от границы с Россией, поселились бежавших из неё, в XVIII веке, потомки русских раскольников филипповского толка. В городе Иоганнисбург, с 1863 года, были напечатаны, в славянской типографии, первые четыре книжки журнала старообрядцев «Истина». У русских раскольников-филипповцев, сохранивших до Первой мировой войны в неприкосновенности свою национальность, обычаи и язык, в Иоганнисбургском лесу было несколько скитов и монастырей, и также в лесном массиве было несколько деревень (Экерсдорф, Укта и другие) населённые исключительно раскольниками, по всей вероятности они были уничтожены в ходе Первой и Второй мировых войн, и ополячиванием. 